# Tournoi d'ouverture du championnat du Guatemala de football 2008
Navigation
Saison précédente Saison suivante
Le Tournoi Apertura 2008 est le dix-neuvième tournoi saisonnier disputé au Guatemala.
C'est cependant la 66e fois que le titre de champion du Guatemala est remis en jeu.
Lors de ce tournoi, le CSD Municipal a tenté de conserver son titre de champion du Guatemala face aux neuf meilleurs clubs guatémaltèques.
Chacun des dix clubs participant était confronté deux fois aux neuf autres équipes. Puis les six meilleurs se sont affrontés lors d'une phase finale à la fin du tournoi.
Seulement une place était qualificative pour la Ligue des champions de la CONCACAF.

## Les 10 clubs participants
| \| Guatemala: CSD Comunicaciones CSD Municipal Guatemala CD Heredia CD Jalapa Deportivo Marquense Guatemala Deportivo Petapa Deportivo Suchitepéquez Xelaju MC Deportivo Xinabajul Deportivo Zacapa \| Localisation des clubs. |
| Guatemala: CSD Comunicaciones CSD Municipal Guatemala CD Heredia CD Jalapa Deportivo Marquense Guatemala Deportivo Petapa Deportivo Suchitepéquez Xelaju MC Deportivo Xinabajul Deportivo Zacapa                               |

Ce tableau présente les dix équipes qualifiées pour disputer le championnat 2008-2009. On y trouve le nom des clubs, le nom des stades dans lesquels ils évoluent ainsi que la capacité et la localisation de ces derniers.
| Club                    | Stade                                | Capacité | Ville             |
| CSD Comunicaciones      | Stade Mateo Flores                   | 30 000   | Guatemala City    |
| CD Heredia              | Stade Julián Tesucún                 | 8 000    | San José          |
| CD Jalapa               | Stade Las Flores                     | 15 000   | Jalapa            |
| Deportivo Marquense     | Stade Marquesa de la Ensenada        | 10 000   | San Marcos        |
| CSD Municipal           | Stade Mateo Flores                   | 30 000   | Guatemala City    |
| Deportivo Petapa (en)   | Stade Municipal de San Miguel Petapa | 7 000    | San Miguel Petapa |
| Deportivo Suchitepéquez | Stade Carlos Salazar Hijo            | 12 000   | Mazatenango       |
| Xelaju MC               | Stade Mario Camposeco                | 11 000   | Quetzaltenango    |
| Deportivo Xinabajul     | Stade Los Cuchumatanes               | 5 340    | Huehuetenango     |
| Deportivo Zacapa        | Stade David Ordoñez Bardales         | 10 000   | Zacapa            |

## Compétition
Le tournoi Apertura se déroule de la même façon que les tournois saisonniers précédents, en deux phases :
- La phase de qualification : les vingt-deux journées de championnat.
- La phase finale : les matchs aller-retour allant des quarts de finale à la finale.

### Phase de qualification
Lors de la phase de qualification les dix équipes affrontent à deux reprises les neuf autres équipes selon un calendrier tiré aléatoirement.
Les deux meilleures équipes sont qualifiées directement pour les demi-finales et les quatre suivantes pour les quarts de finale.
Le classement est établi sur le barème de points classique (victoire à 3 points, match nul à 1, défaite à 0).
Le départage final se fait selon les critères suivants :
- Le nombre de points.
- La différence de buts générale.
- Le nombre de buts marqué.

#### Classement
| Rang | Équipe                  | Pts | J  | G | N | P | Bp | Bc | Diff |
| ---- | ----------------------- | --- | -- | - | - | - | -- | -- | ---- |
| 1    | CSD Municipal T         | 29  | 18 | 7 | 8 | 3 | 29 | 18 | +11  |
| 2    | CSD Comunicaciones      | 29  | 18 | 7 | 8 | 3 | 27 | 23 | +4   |
| 3    | Deportivo Zacapa        | 28  | 18 | 8 | 4 | 6 | 21 | 17 | +4   |
| 4    | Xelaju MC               | 28  | 18 | 7 | 7 | 4 | 23 | 20 | +3   |
| 5    | Deportivo Marquense     | 24  | 18 | 7 | 3 | 8 | 22 | 27 | -5   |
| 6    | Deportivo Xinabajul P   | 23  | 18 | 5 | 8 | 5 | 20 | 27 | -7   |
| 7    | CD Heredia              | 21  | 18 | 6 | 3 | 9 | 23 | 24 | -1   |
| 8    | Deportivo Petapa (en)   | 21  | 18 | 6 | 3 | 9 | 16 | 20 | -4   |
| 9    | Deportivo Suchitepéquez | 20  | 18 | 4 | 8 | 6 | 31 | 29 | +2   |
| 10   | CD Jalapa               | 18  | 18 | 4 | 6 | 8 | 17 | 24 | -7   |

| Légende : Qualifications et relégations | Légende : Qualifications et relégations          |
| --------------------------------------- | ------------------------------------------------ |
|                                         | Qualifié pour les demi-finales                   |
|                                         | Qualifié pour les quarts de finale               |
|                                         | T Tenant du titre P Promu de la saison 2007-2008 |

#### Matchs
| Résultats (▼dom., ►ext.)                                   | Com | Her | Jal | Mar | Mun | Pet | Suc | Xel | Xin | Zac |
| CSD Comunicaciones                                         |     | 3-3 | 2-1 | 2-0 | 0-3 | 2-1 | 3-2 | 1-1 | 2-2 | 0-2 |
| CD Heredia                                                 | 2-2 |     | 2-0 | 0-1 | 1-2 | 2-1 | 2-1 | 2-0 | 2-0 | 2-0 |
| CD Jalapa                                                  | 0-2 | 1-0 |     | 3-0 | 0-0 | 1-0 | 1-1 | 1-1 | 2-2 | 1-0 |
| Deportivo Marquense                                        | 1-2 | 2-1 | 3-0 |     | 1-1 | 1-2 | 3-2 | 3-4 | 1-0 | 1-0 |
| CSD Municipal                                              | 0-0 | 3-1 | 5-4 | 1-1 |     | 2-0 | 3-2 | 1-1 | 0-1 | 4-0 |
| Deportivo Petapa (en)                                      | 0-0 | 2-1 | 1-0 | 1-0 | 1-1 |     | 1-2 | 2-0 | 1-0 | 0-1 |
| Deportivo Suchitepéquez                                    | 2-2 | 1-1 | 1-1 | 1-2 | 1-1 | 3-1 |     | 1-1 | 2-0 | 3-0 |
| Xelaju MC                                                  | 1-3 | 2-0 | 2-0 | 2-0 | 1-0 | 2-1 | 3-2 |     | 2-2 | 0-0 |
| Deportivo Xinabajul                                        | 1-0 | 2-1 | 1-1 | 2-2 | 2-1 | 1-1 | 2-2 | 0-0 |     | 2-1 |
| Deportivo Zacapa                                           | 1-1 | 1-0 | 1-0 | 3-0 | 1-1 | 1-0 | 2-2 | 1-0 | 6-0 |     |
| - Victoire à domicile - Match nul - Victoire à l'extérieur |     |     |     |     |     |     |     |     |     |     |

### La phase finale
Les six équipes qualifiées sont réparties dans le tableau final d'après leur classement général, le premier affrontant lors des demi-finales le vainqueur du quart opposant le troisième au sixième et le deuxième affrontant le vainqueur du quart opposant le quatrième au cinquième.
En cas d'égalité sur la somme des deux matchs, c'est l'équipe ayant marqué le plus de buts à extérieur qui l'emporte puis une prolongation et une séance de tirs au but ont éventuellement lieu.

#### Tableau
|  |                     |                    |                     |               |               |     |   |            |            |            |            |               |     |   |        |        |        |        |        |  |  |
|  | 1/4 de finale       | 1/4 de finale      | 1/4 de finale       | 1/4 de finale | 1/4 de finale |     |   | 1/2 finale | 1/2 finale | 1/2 finale | 1/2 finale | 1/2 finale    |     |   | Finale | Finale | Finale | Finale | Finale |  |  |
|  |                     |                    |                     |               |               |     |   |            |            |            |            |               |     |   |        |        |        |        |        |  |  |
|  |                     |                    |                     |               |               |     |   |            |            |            |            |               |     |   |        |        |        |        |        |  |  |
|  |                     |                    |                     |               |               |     |   |            |            |            |            |               |     |   |        |        |        |        |        |  |  |
|  |                     |                    |                     |               |               |     |   |            |            |            |            |               |     |   |        |        |        |        |        |  |  |
|  |                     |                    |                     |               |               |     |   |            |            |            |            |               |     |   |        |        |        |        |        |  |  |
|  | CSD Municipal       | (1)                | 2                   | 2             |               |     |   |            |            |            |            |               |     |   |        |        |        |        |        |  |  |
|  | CSD Municipal       | (1)                | 2                   | 2             |               |     |   |            |            |            |            |               |     |   |        |        |        |        |        |  |  |
|  |                     |                    | Deportivo Xinabajul | (6)           | 1             | 1   |   |            |            |            |            |               |     |   |        |        |        |        |        |  |  |
|  | Deportivo Zacapa    | (3)                | Deportivo Xinabajul | (6)           | 1             | 1   | 0 | 0          |            |            |            |               |     |   |        |        |        |        |        |  |  |
|  | Deportivo Zacapa    | (3)                |                     |               |               |     |   |            |            |            |            |               |     |   |        |        |        |        |        |  |  |
|  | Deportivo Xinabajul | (6)                | 1                   | 1             |               |     |   |            |            |            |            |               |     |   |        |        |        |        |        |  |  |
|  | Deportivo Xinabajul | (6)                | 1                   | 1             |               |     |   |            |            |            |            | CSD Municipal | (1) | 1 | 1      |        |        |        |        |  |  |
|  |                     |                    |                     |               |               |     |   |            |            |            |            | CSD Municipal | (1) | 1 | 1      |        |        |        |        |  |  |
|  |                     | CSD Comunicaciones | (2)                 | 2             | 1             |     |   |            |            |            |            |               |     |   |        |        |        |        |        |  |  |
|  | Xelaju MC           | CSD Comunicaciones | (2)                 | 2             | 1             | (4) | 3 | 3          |            |            |            |               |     |   |        |        |        |        |        |  |  |
|  | Xelaju MC           |                    |                     |               |               |     | 3 | 3          |            |            |            |               |     |   |        |        |        |        |        |  |  |
|  | Deportivo Marquense | (5)                | 2                   | 3             |               |     |   |            |            |            |            |               |     |   |        |        |        |        |        |  |  |
|  | Deportivo Marquense | (5)                | 2                   | 3             | Xelaju MC     | (4) | 1 | 2          |            |            |            |               |     |   |        |        |        |        |        |  |  |
|  |                     |                    |                     |               |               | (4) | 1 | 2          |            |            |            |               |     |   |        |        |        |        |        |  |  |
|  |                     |                    | CSD Comunicaciones  | (2)           | 0             | 5   |   |            |            |            |            |               |     |   |        |        |        |        |        |  |  |
|  |                     |                    |                     |               |               | 5   |   |            |            |            |            |               |     |   |        |        |        |        |        |  |  |
|  |                     |                    |                     |               |               |     |   |            |            |            |            |               |     |   |        |        |        |        |        |  |  |
|  |                     |                    |                     |               |               |     |   |            |            |            |            |               |     |   |        |        |        |        |        |  |  |
|  |                     |                    |                     |               |               |     |   |            |            |            |            |               |     |   |        |        |        |        |        |  |  |

#### Quarts de finale
| Club             | Aller | Retour | Club                | Commentaire |
| Deportivo Zacapa | 0-1   | 0-1    | Deportivo Xinabajul |             |
| Xelaju MC        | 3-2   | 3-3    | Deportivo Marquense |             |

#### Demi-finales
| Club               | Aller | Retour | Club                | Commentaire |
| CSD Municipal      | 2-1   | 2-1    | Deportivo Xinabajul |             |
| CSD Comunicaciones | 0-1   | 5-2    | Xelaju MC           |             |

#### Finale
| Match aller      | CSD Comunicaciones | 2:1 | CSD Municipal  | Stade Mateo Flores |  |
| 17 décembre 2008 | Buteurs inconnus   |     | Buteur inconnu |                    |  |

| Match retour     | CSD Municipal  | 1:1 | CSD Comunicaciones | Stade Mateo Flores |  |
| 21 décembre 2008 | Buteur inconnu |     | Buteur inconnu     |                    |  |

## Bilan du tournoi
| Tournoi d'ouverture du championnat de football du Guatemala 2008   |                    |
| Champion                                                           | CSD Comunicaciones |
| Dauphin                                                            | CSD Municipal      |
| Qualifications continentales                                       |                    |
| Ligue des champions 2009-2010 (Phase de groupes/Tour préliminaire) | CSD Comunicaciones |

## Statistiques

### Buteurs
| Rang | Nom              | Équipe                  | Buts |
| 1    | Adrián Apellaniz | CSD Comunicaciones      | 10   |
| 2    | Fabián Muñoz     | Deportivo Zacapa        | 9    |
| 2    | Gastón Linares   | CD Heredia              | 9    |
| 2    | Carlos Castillo  | Deportivo Suchitepéquez | 9    |
| 5    | Rolando Fonseca  | CSD Comunicaciones      | 7    |
| 5    | Jhonny Cubero    | Xelaju MC               | 7    |
| 7    | 2 joueurs        | 2 joueurs               | 6    |